# 林口彝族苗族乡
林口彝族苗族乡是中华人民共和国云南省昭通市镇雄县下辖的一个民族乡。

## 行政区划
林口彝族苗族乡下辖以下村级行政区划单位：
林口村、娃飞村、菜籽沟村、干秋村、风岩村、硝林村、熊贝村和木黑村。